# Ким, Эдуард Робертович
Эдуард Робертович Ким (род. 28 июля 2005) — казахстанский спортсмен, выступающий в синхронном плавании. Чемпион мира 2024 года в паре с Наргизой Болатовой в соревновании смешанных пар (техническая программа).

## Биография
Начал заниматься спортом с малых лет с целью поправить здоровье — в детстве ему был поставлен диагноз «открытое овальное окно» в сердце. Сначала занимался плаванием, затем перешёл в синхронное плавание. В 2012 году ему был присвоен 3-й юношеский разряд, через год — второй, в 2015 году — первый.
В августе 2019 года на молодёжном чемпионате по синхронному плаванию в Шаморине (Словакия) завоевал две золотые медали — соло (фигуры) и в смешанном дуэте вместе с Жаклин Якимовой.
В августе 2022 года на юниорском чемпионате мира в городе Квебеке (Канада) стал трижды бронзовым призёром — соло в технической и произвольной программе, в смешанном дуэте с Жаклин Якимовой.
На чемпионате мира 2023 года по водным видам спорта в Фукуоке (Япония) завоевал бронзовую медаль в технической программе соло. Эта медаль стала первой для Казахстана во взрослых чемпионатах мира по водным видам спорта. В смешанном дуэте вместе с Наргизой Болатовой заняли 7-е место в технической и 9-е место в произвольной программе.
Чемпионат мира 2024 года в Дохе (Катар) стал историческим для казахстанского синхронного плавания — 4 февраля Эдуард Ким и Наргиза Болатова стали лучшими в соревнованиях смешанных дуэтов в технической программе, завоевав первое «золото» в истории участия Казахстана на чемпионатах мира как по синхронному плаванию, так и в целом по водным видам спорта. 5 февраля в технической программе соло спортсмен занял 6-е место. 10 февраля Эдуард Ким и Наргиза Болатова заняли 5-е место в соревнованиях смешанных дуэтов в произвольной программе.
На чемпионате мира 2025 года в Сингапуре Эдуард Ким занял 9 место в технической программе соло и в паре с Наргизой Болатовой — 7 место в соревнованиях смешанных дуэтов в технической программе.